# Дом на улице Полярников, 10
Дом на улице Полярников, 10 — здание в стиле советского модернизма. Расположен в Невском районе Санкт-Петербурга. По отдельным сообщениям — памятник архитектуры как первый в СССР крупнопанельный дом, что по обоим пунктам не соответствует действительности.
Пятиэтажное двухсекционное крупнопанельное здание без лифта и мусоропровода с продольными несущими стенами построено в ноябре 1955 года рабочими Стройтреста № 3 за 79 дней (не считая нулевого цикла) и ещё 23 дня отделки, его архитектор — А. В. Васильев, конструктор — З. В. Каплунов, в двухсменную бригаду входило 6 монтажников, 1 сварщик и 3 бетонщика. Строительство в месяц постановления «Об устранении излишеств в проектировании и строительстве» является одним из свидетельств большей постепенности, чем это обычно представляется, перехода к полносборному крупнопанельному домостроению. Наружные панели из шлакобетона размером на комнату, с вертикальными круглыми пустотами. Плиты перекрытий — с овальными пустотами.

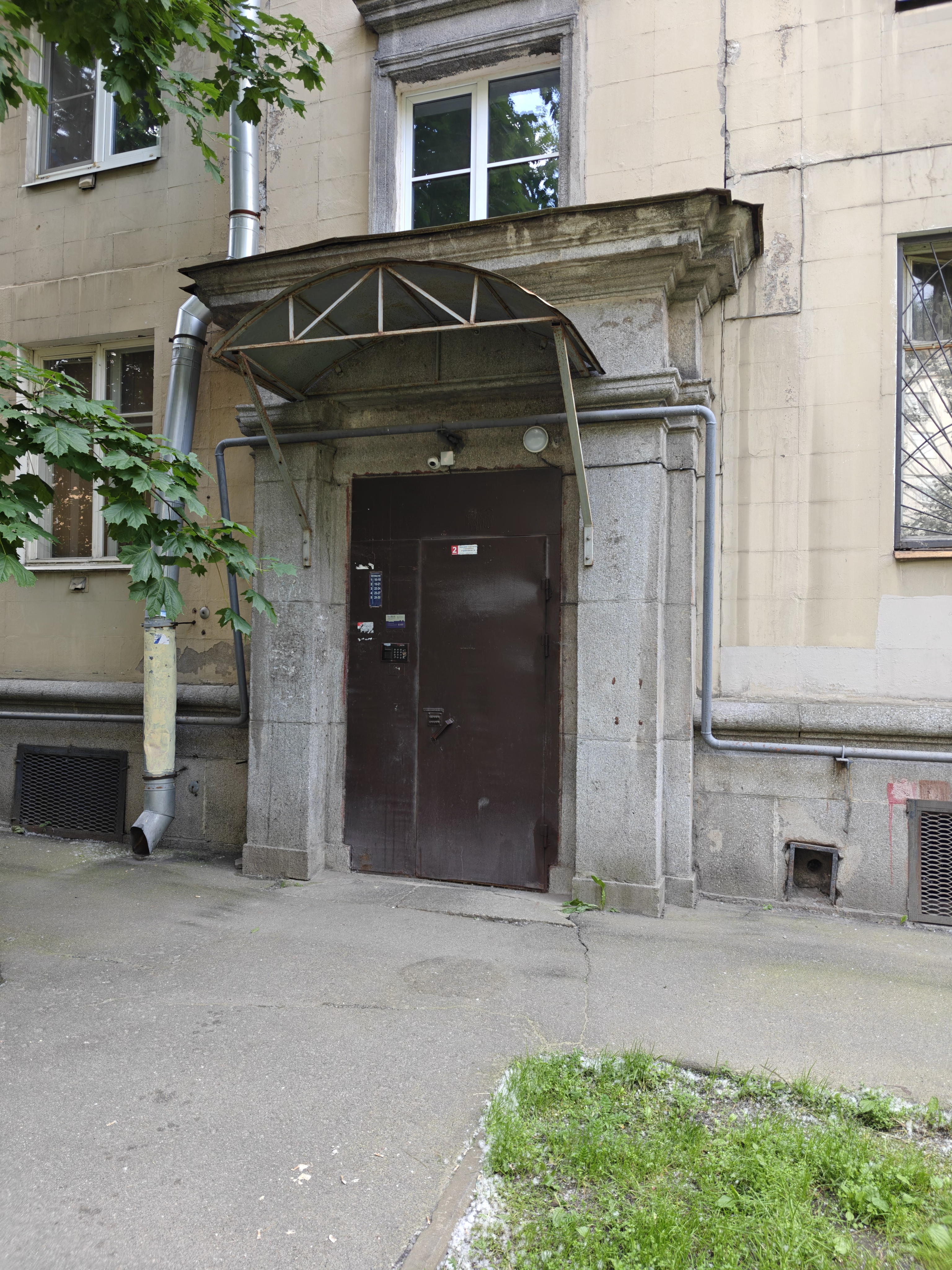
Один из портиков

При постройке был облицован разноцветной плиткой из естественного гипса: первые два этажа — тёмные с белыми оконными рамами, третий этаж — чередование окон с тёмными прямоугольниками в светлых рамках, верхние этажи — светлые, тёмные оконные рамы обрамлены стилизованными наличниками из коричневой керамической крошки. Согласно The Village, архитектор вдохновился узорами эпохи Возрождения во время своего визита во Флоренцию, согласно Броновицкой, Малинину и Пальмину, скорее возможно проведение параллелей в оформлении с Летним дворцом Петра I. В 1970-е годы отделка начала осыпаться, в 1990-е годы её закрасили бледно-зелёной масляной краской. Из внешней отделки сохранились портики по краям здания и наличники окон над подъездами, на третьем этаже сохранились балконы.
Планировка в здании относительно роскошная: комнаты изолированные, санузлы раздельные, кухня 10-14 м², под окнами сделаны холодные кладовки, по стенам расположены закрывающиеся антресоли и встроенные шкафы, высота потолков — 3,1 м. Полы линолеумные на фанере, входные двери дубовые, в ванных водогреющая колонка и хромированный полотенцесушитель. В здании было 5 однокомнатных, 10 двухкомнатных, 5 трёхкомнатных и 10 четырёхкомнатных квартир, большинство из них было освещено с двух сторон и две квартиры на каждом этаже были с окнами на разные стороны. В доме поселили лучших из строивших его рабочих.
Ещё два подобных дома было построено в 122 квартале, технология была отработана для массового строительства, но проект типовым не стал из-за возможности большей экономии (например, на высоте потолков и отделке стен). Планировка была использована при разработке проекта серии 1-507.